# Akce Cihelna

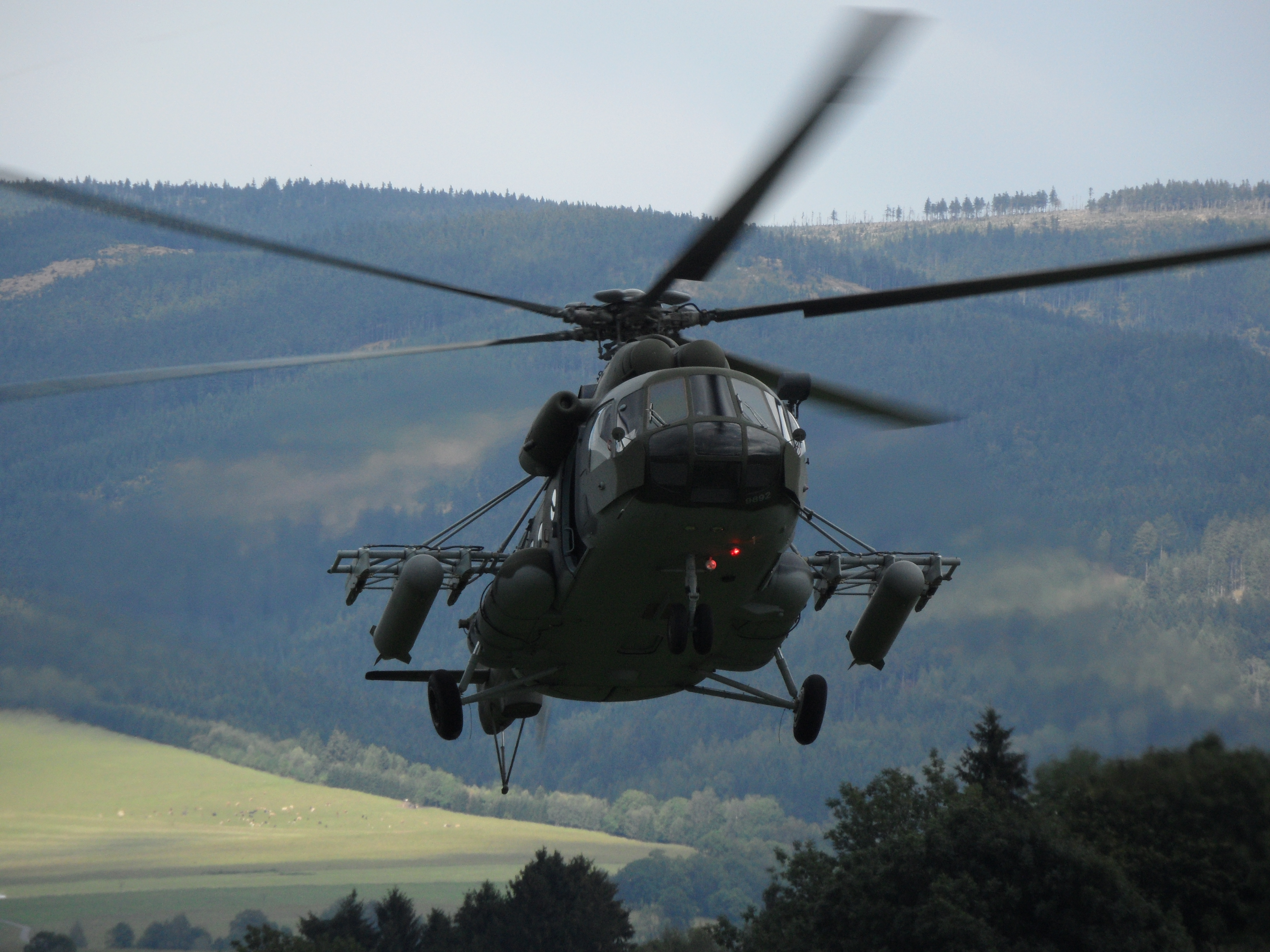
Ukázka zásahu ...

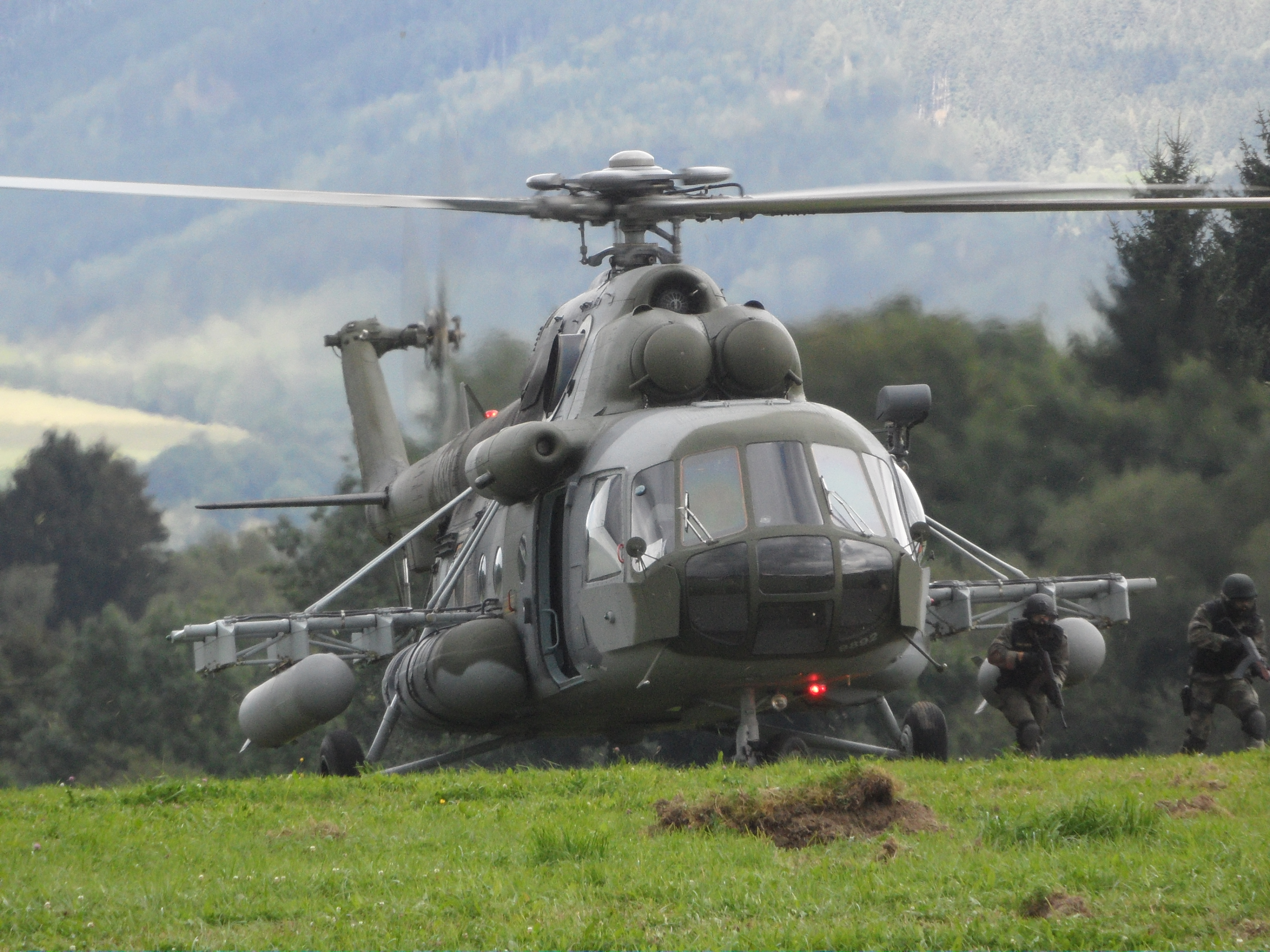
... s výsadkem z vrtulníku

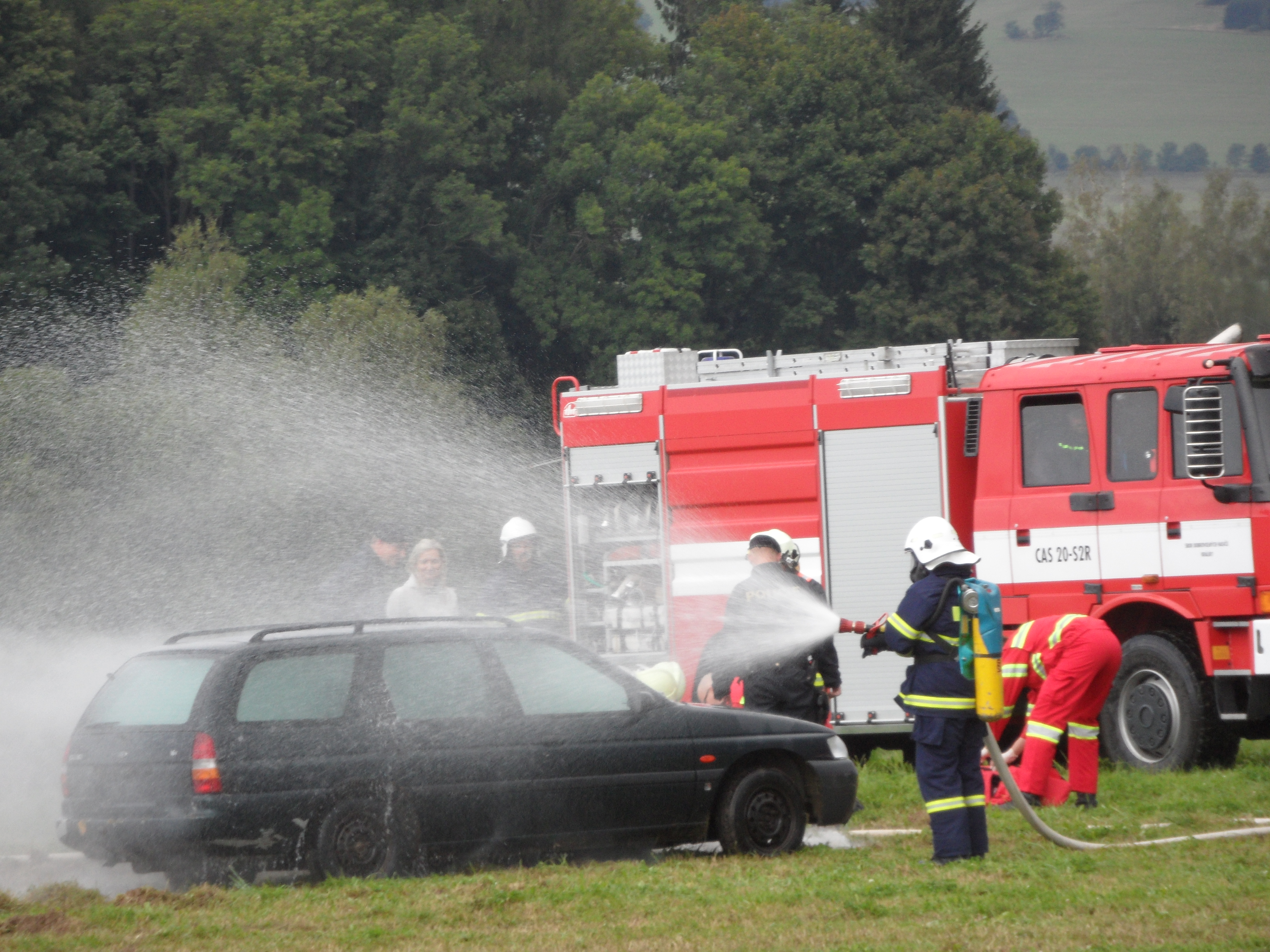
Ukázka zásahu IZS

Akce Cihelna je rozsáhlá vzpomínková akce zaměřená na oživenou historii, vojenskou historii a vojenskou techniku z 2. světové války a dalších období s dlouholetou tradicí, která se koná každoročně v druhé polovině srpna u města Králíky a v celé Králické pevnostní oblasti, v Pardubickém kraji. Hlavním bodem programu je několik bojových ukázek vojenskohistorických klubů (zaměřených v daném ročníku vždy na konkrétní historickou událost, převážně z druhé světové války), dále pak prezentace Armády České republiky, integrovaného záchranného systému, Police ČR a dalších účastníků, výstavy vojenské historické techniky a mnoho dalšího.
Hlavní program se odehrává vždy v pátek (tzv. generální nácvik akce) a v sobotu na předváděcí ploše u Vojenského muzea Králíky, mezi pěchotním srubem K-S 14 „U cihelny“ a výšinou, ve které byla v letech 1936–1938 vybudována dělostřelecká tvrz Hůrka. Předváděcím prostorem prochází silnice z Králík do Prostřední Lipky, která je v době akce pro dopravu uzavírána. Rozsáhlý doprovodný program pak probíhá po celý týden.
Jedná se o jednu z nejvýznamnějších akcí toho druhu v České republice. Hlavním pořadatelem je město Králíky a Armyfort s.r.o. (provozovatel Vojenského muzea Králiky). Akci podporují Pardubický kraj a Armáda ČR, která je také jejím aktivním účastníkem. Návštěvníci mají možnost zblízka vidět i celou škálu nejmodernější výzbroje a výstroje armády a to jak ve statických, tak i dynamických ukázkách.

## Historie
Přímou předchůdkyní současné rozsáhlé Akce Cihelna bylo v 90. letech několik ročníků mnohem skromnější Akce Bouda v prostorách u dělostřelecké tvrze Bouda, u pěchotního srubu K-S 24, asi 6 kilometrů západně od města Králíky. Na tu pak navázala v nových prostorách a posléze i s novým názvem Akce Cihelna.

### Akce Bouda

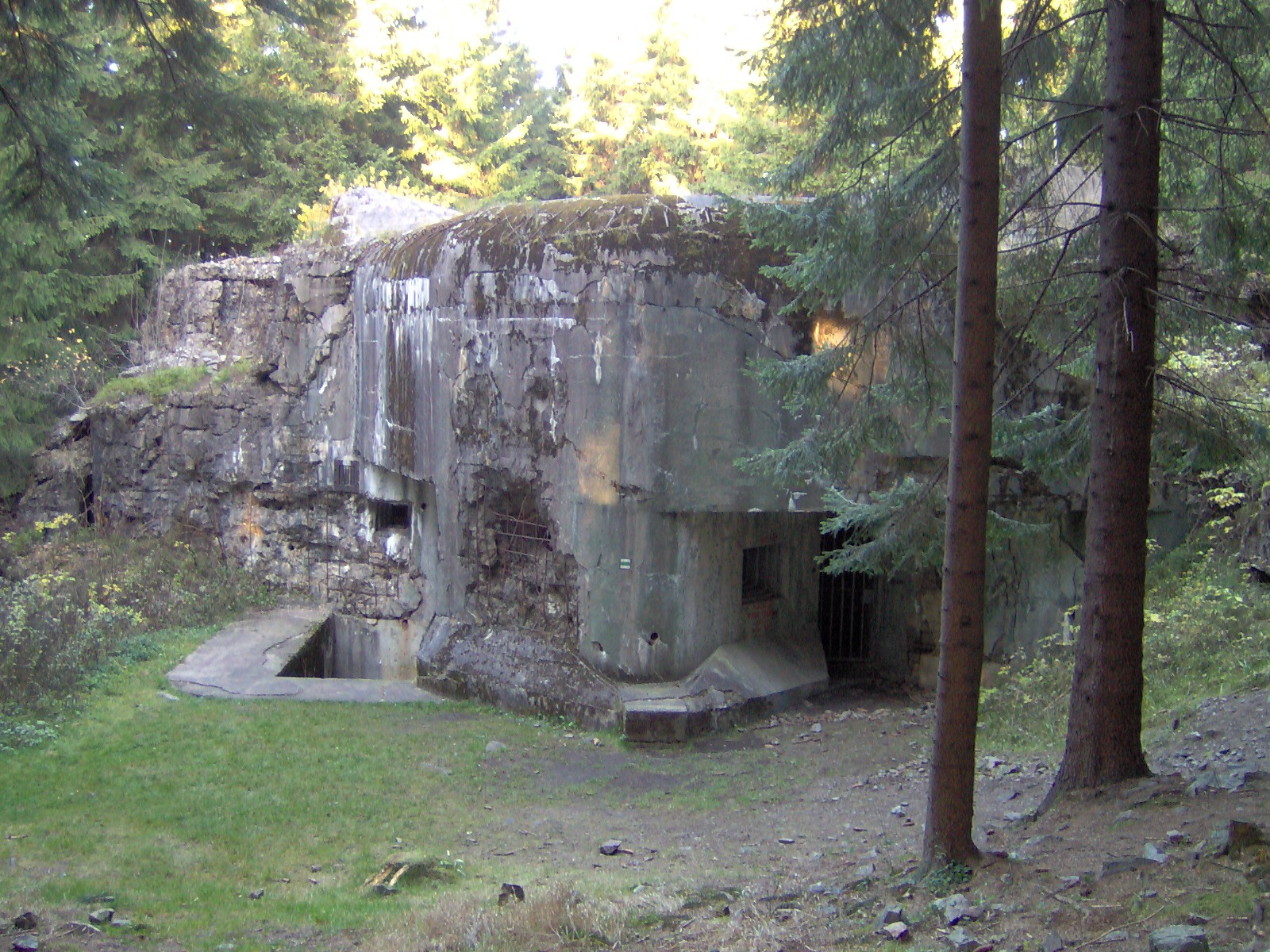
K-S 24: Dějiště prvních ročníků...

Tradice bojových ukázek a připomínky významné historické události (září 1938) vznikla počátkem 90. let minulého století na Muzeu čs. opevnění – dělostřelecké tvrzi Bouda. První ročník se konal v září 1991, kdy členové různých vojensko-historických klubů a spolků představovali oživlé hlídky v podzemí i na povrchu tvrze. Návštěvnici si mohli prohlížet uniformy a malé ukázky výstroje a výzbroje.
První bojové ukázky proběhly v následujících letech u pěchotního srubu K-S 24. Hlavní téma akcí na tvrzi Bouda představovala Mobilizace na československém předválečném opevnění v roce 1938. Postupně se akce zaměřila na různá významná výročí z naší novodobé historie (mobilizace 1938, okupace 1939, významné bitvy, osvobození republiky 1945, konec II. světové války). Od roku 1993 na Akcích Bouda začala spolupracovat i Armáda ČR. Bouda se též stala jedním z mála míst, kde se ukázek účastnila skutečná a poslední pevnostní jednotka naší armády (ROTO).
Poslední a největší vzpomínková akce na tvrzi Bouda se konala v květnu 1995. Den před jejím zahájením navštívila kolona historických vojenských vozidel s uniformovanými osádkami okolní města a obce v rámci propagační jízdy. Během víkendu pak návštěvníci mohli zhlédnout podzemí tvrze, tři bojové ukázky a po boji vždy i interiér bráněného srubu K-S 24, který nebyl do té doby součástí prohlídkové trasy, tak jak je tomu dnes v rámci kompletních prohlídek tvrze.
Tak jak každoročně vzrůstal rozsah akce a počet návštěvníků, stále více se ukazovalo, že terén kolem srubu K-S 24 je sice autentický, ale pro pořádání podobných ukázek málo vhodný. Proti původnímu stavu je celý pokrytý vzrostlým lesní porostem, oblast byla pro návštěvníky špatně dostupná, hluk a množství návštěvníků rušilo zvěř.

### Akce Cihelna

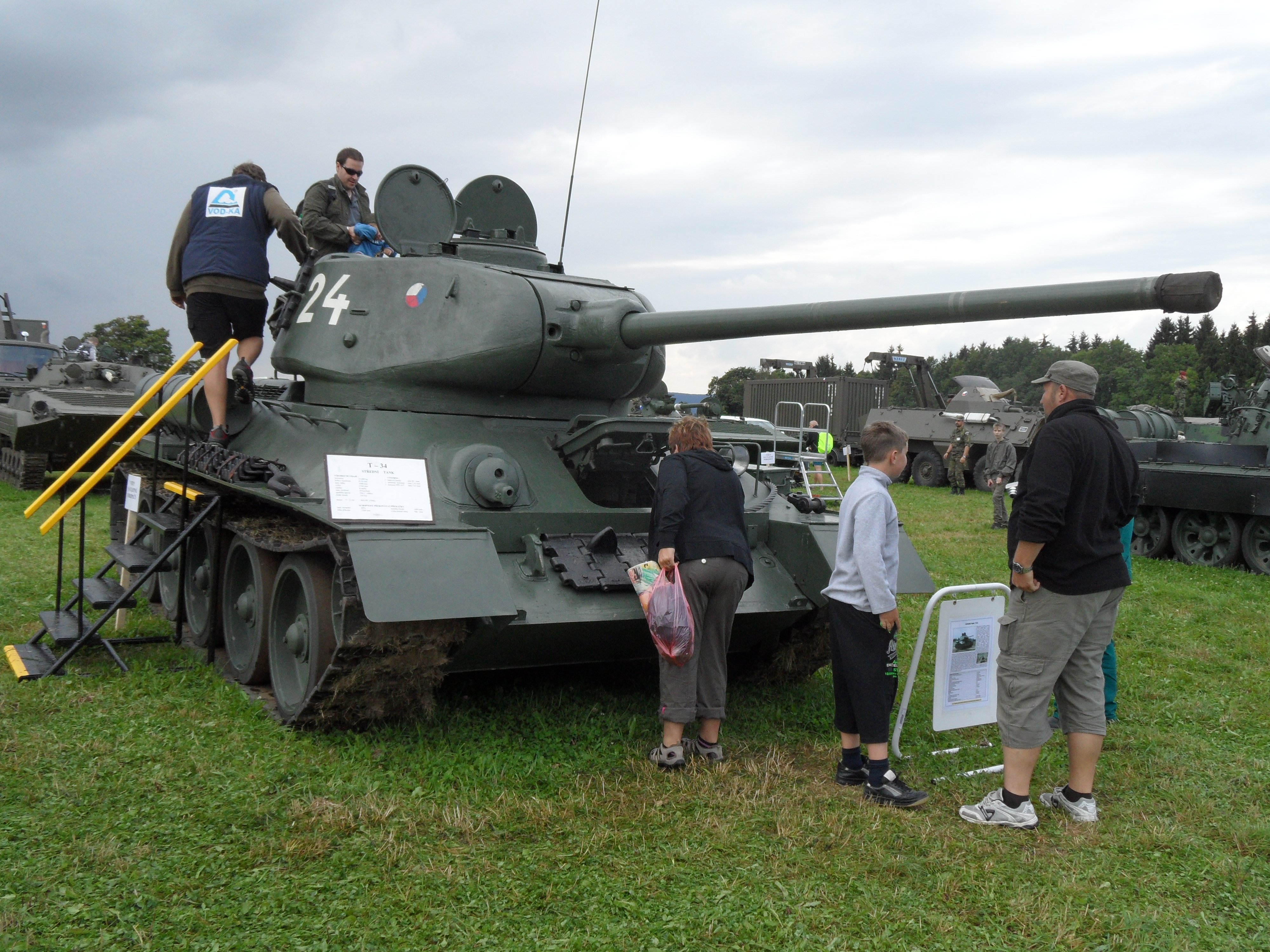
Tank T-34

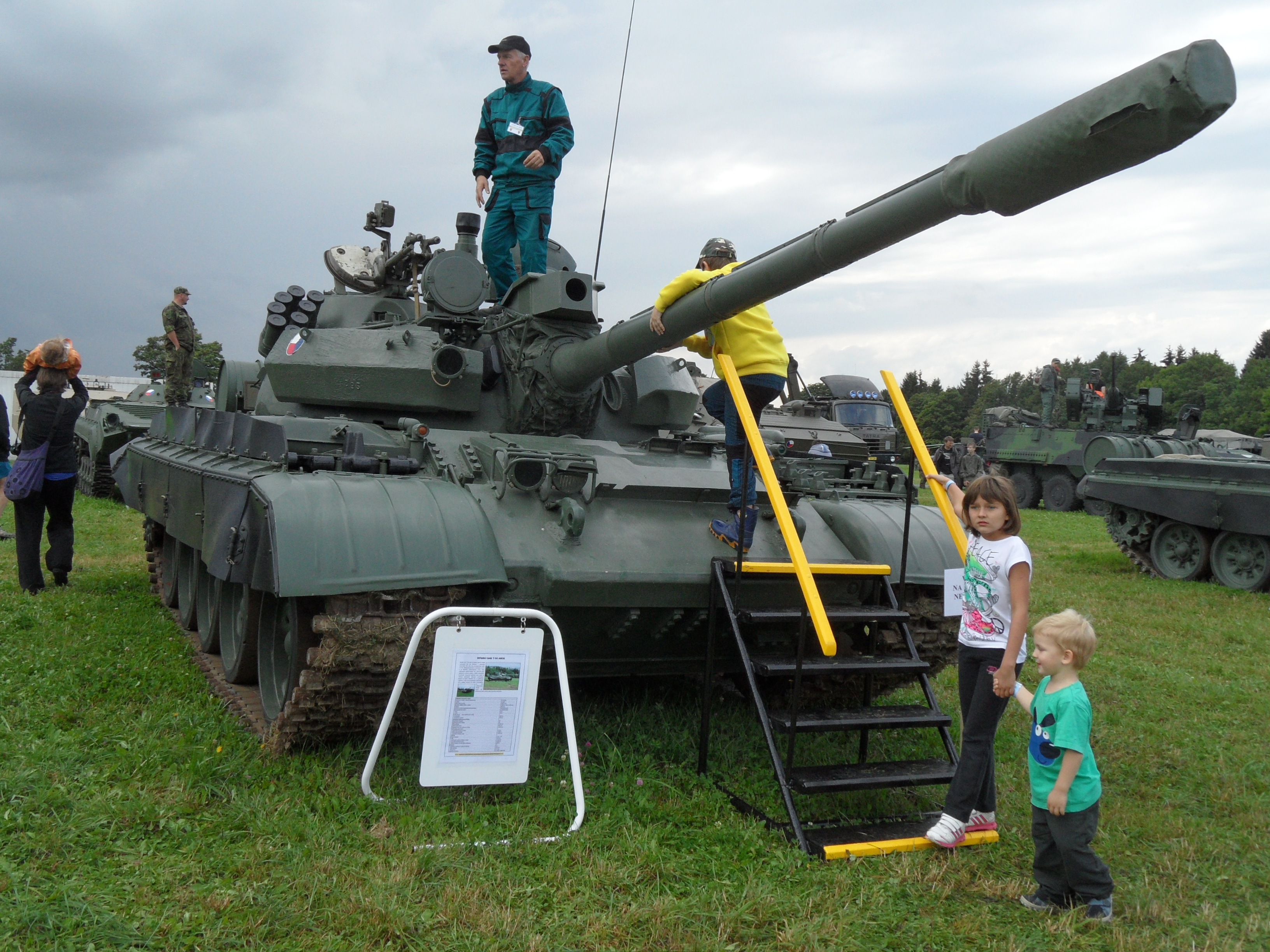
Tank T-54AM2K

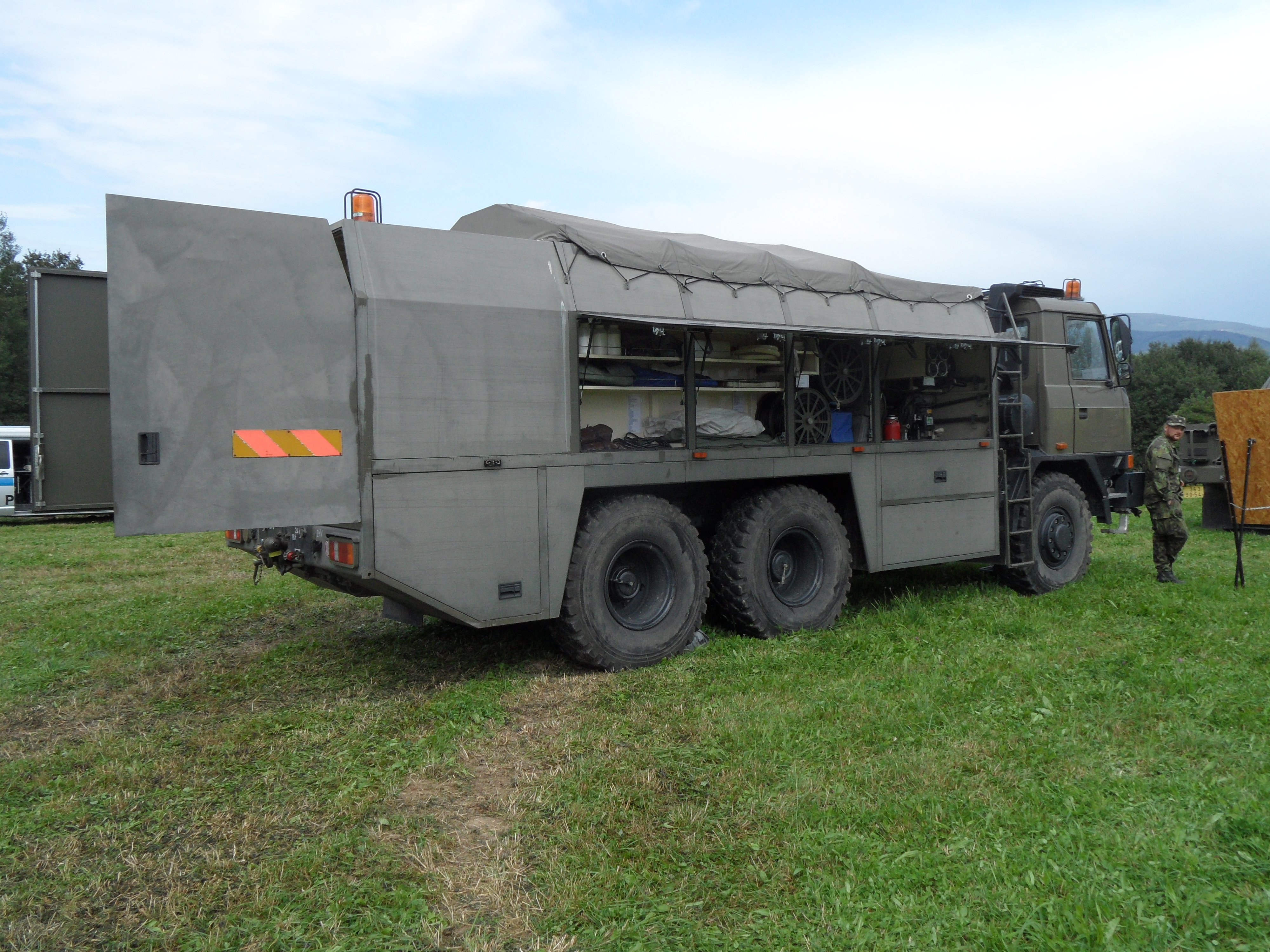
Dekontaminační vozidlo

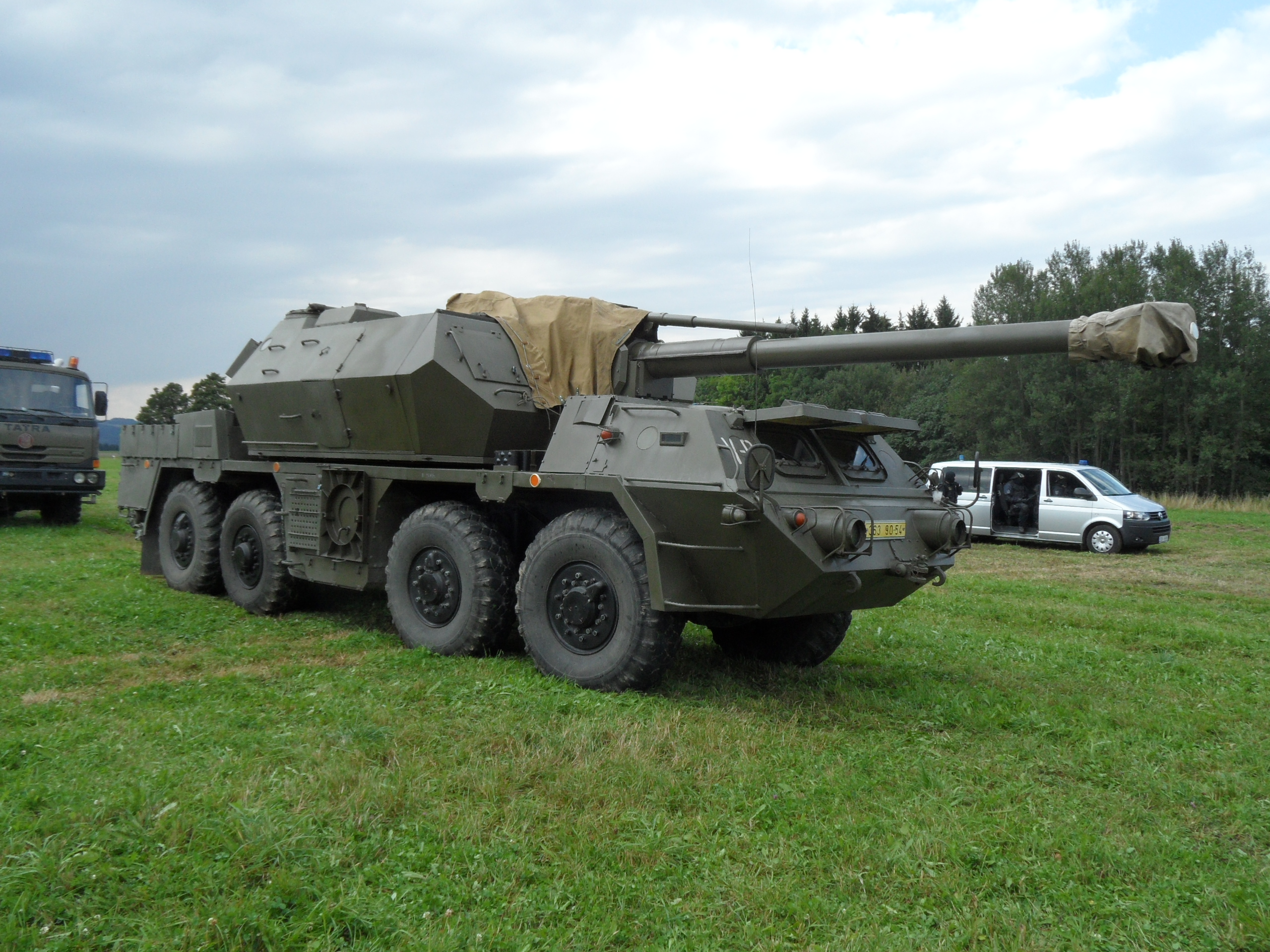
Samohybná kanónová houfnice ShKH vz. 77 Dana

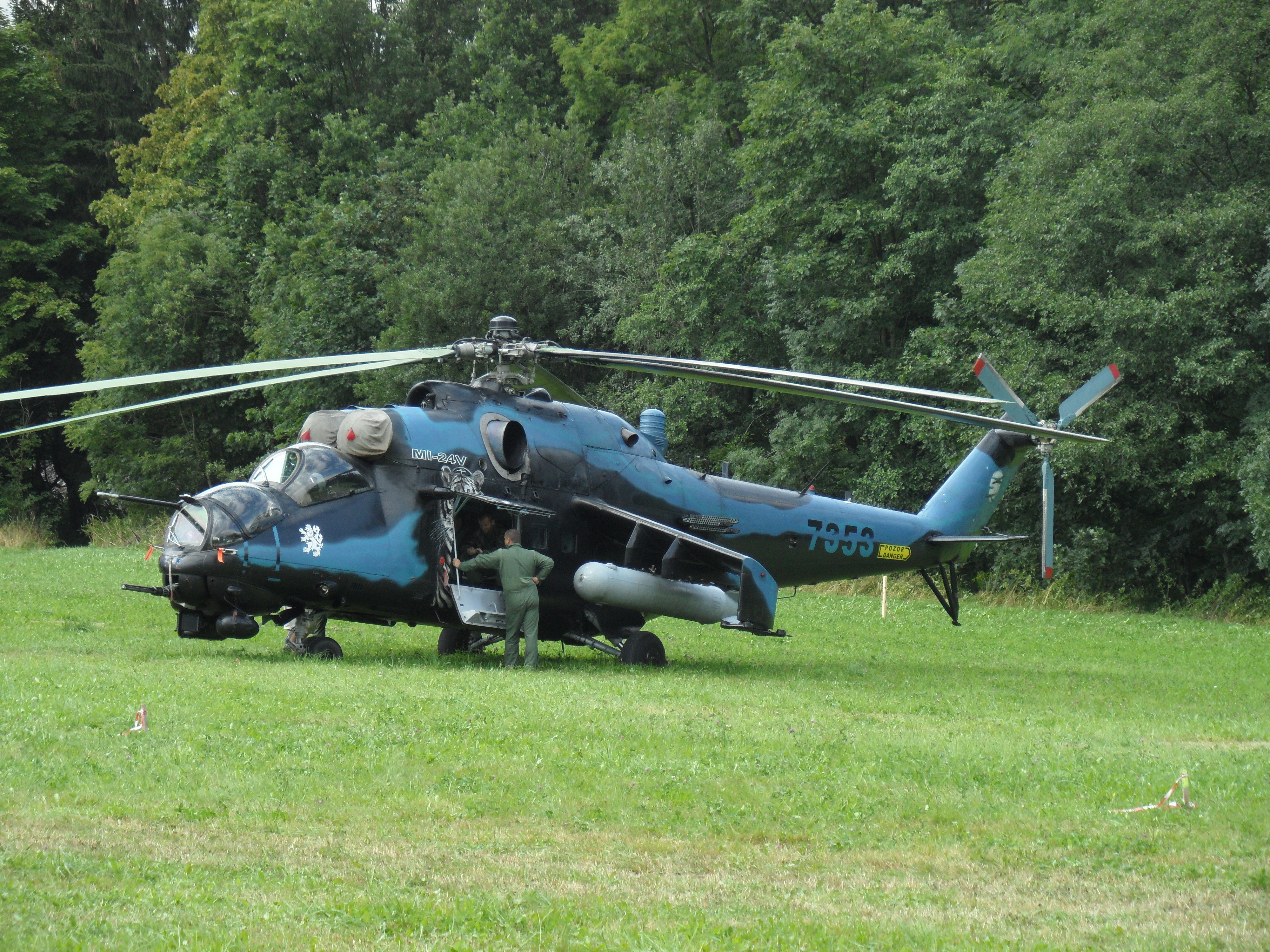
Vrtulník MI-24V

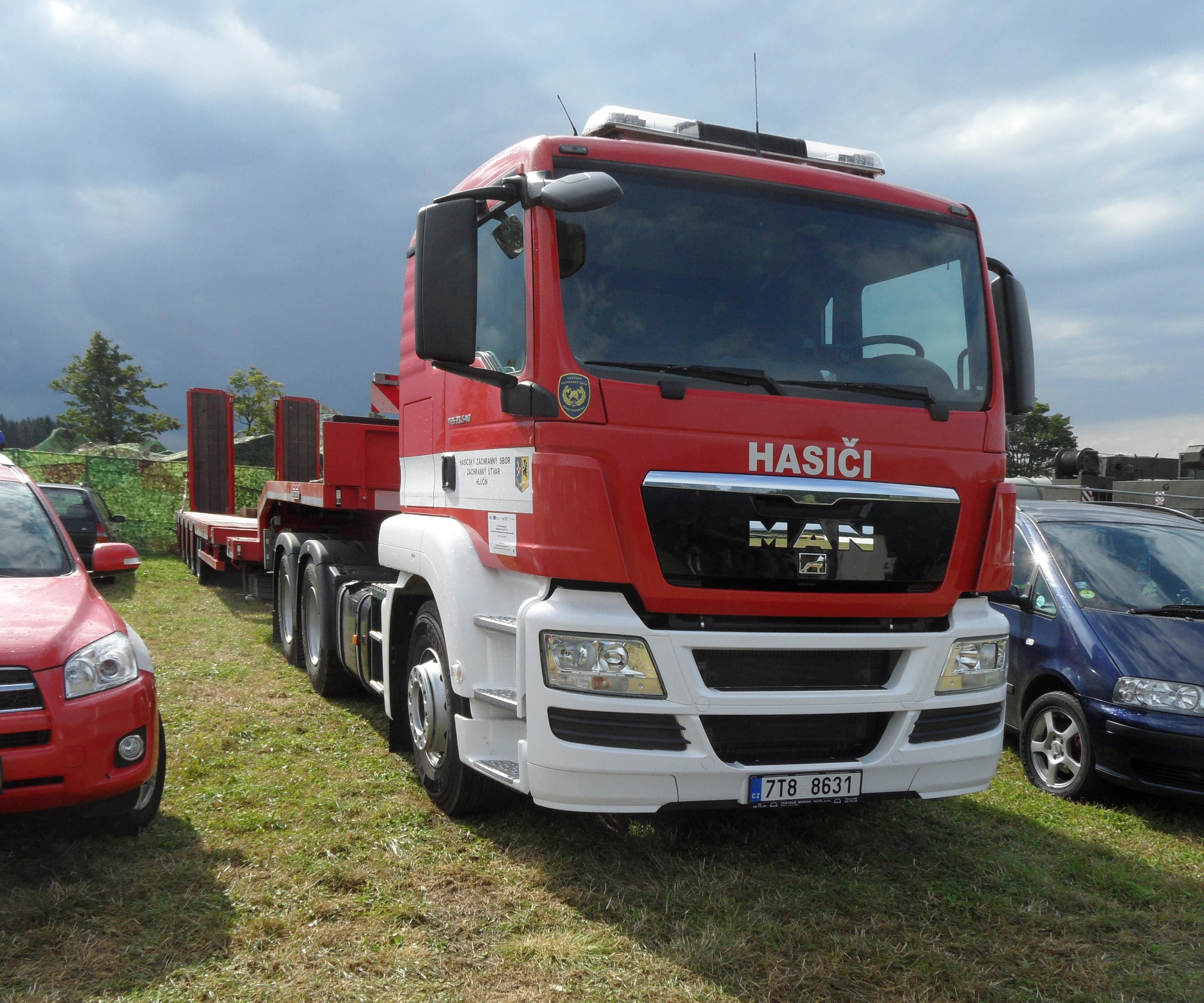
Speciální hasičské vozidlo, Záchranný útvar Hlučín

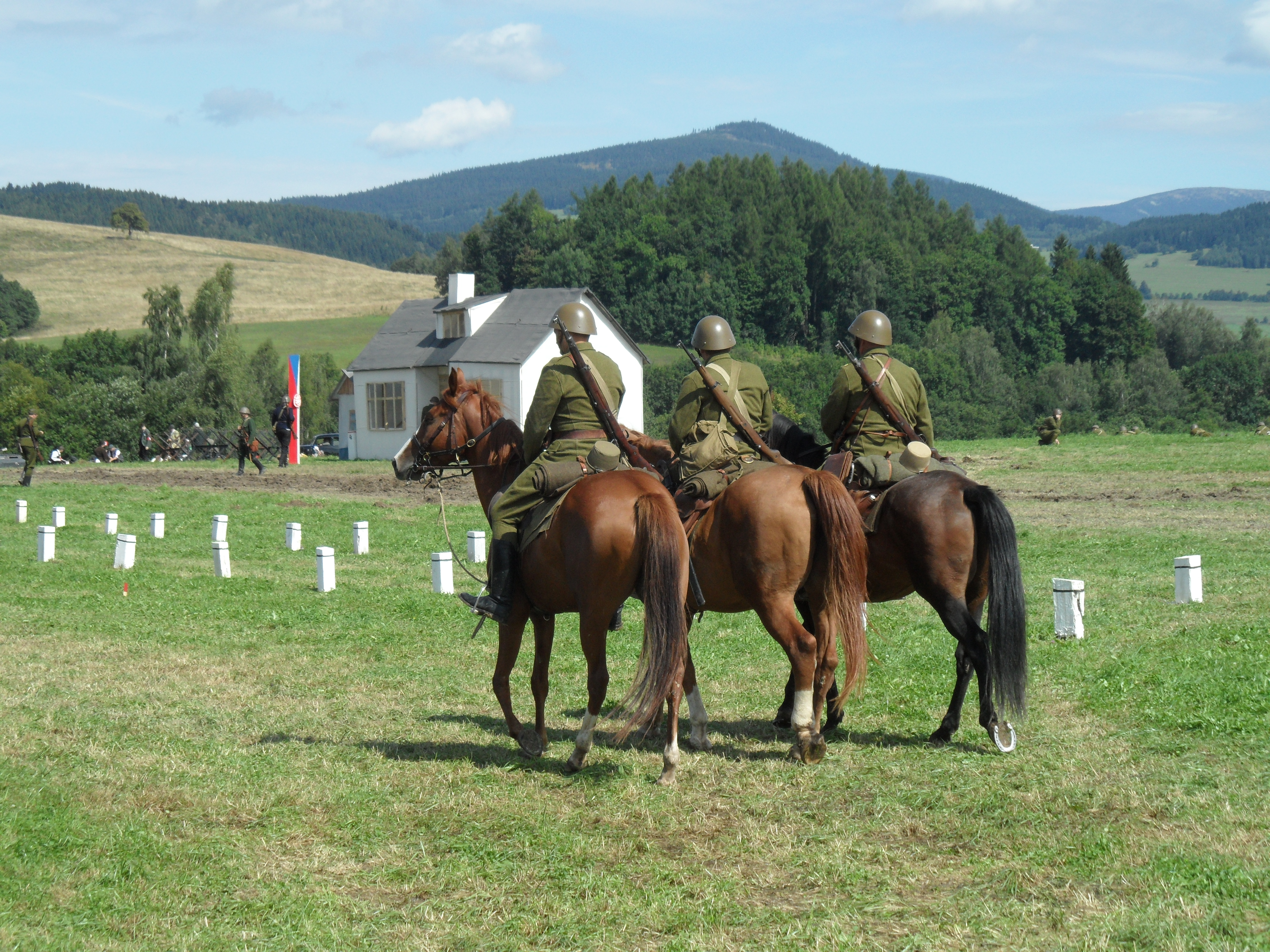
Mobilizace 1938...

V roce 1997 nabídlo město Králíky, aby se celá akce přesunula do vhodnějších prostor v bezprostředním okolí města. Bylo zvažováno několik lokalit, mimo jiné pěchotní sruby K-S 32 a K-S 16. Nakonec po vyhodnocení terénu, přístupnosti objektu, jeho stavu, historického významu a dalších aspektů byla zvolena současná lokalita: pěchotním srub K-S 14 „U cihelny“.
První ročník v nové lokalitě, ale ještě pod starým názvem se konal dnech 2. až 4. října 1998. Na bojišti na straně útočníka vystupovaly tři kolopásové obrněné transportéry a mnoho další techniky. Přes značnou nepřízeň počasí navštívilo akci Bouda 1998 velké množství lidí. Okolo 8000 diváků bylo v prostoru hlavní ukázky, Celkem za víkend Králicko, ukázky a pevnostní muzea navštívilo asi 20 000 lidí.
Poprvé s novým názvem) Cihelna 1999 proběhla akce ve dnech 22. až 24. října 1999, přes opět špatné podzimní počasí znovu za velkého diváckého zájmu. Jedním z magnetů akce se stal parní rychlík, jedoucí z Brna až na bojiště. Mimo jiné byly vyrobeny dobové dopravní značky, které dotvářely kolorit akce a byly osazeny kolem silnice. Do Králík přijela celá řádka významných hostů, vojenských odborníků a zahraničních návštěvníků.
S ohledem na počasí byl ročník 2000 Akce Cihelna poprvé přesunut do letního období (25. až 27. srpna 2000) a od té doby se akce koná vždy v srpnovém termínu. V roce 2001 proběhla akce v termínu 24. až 26. srpna 2001. Zájem veřejnosti opět vzrostl, doprovodný program akce, včetně dynamických a statických ukázek se zase rozrostl. Mimo jiné byl plně vyčištěn původní protitankový příkop. Akce se zúčastnili čtyři desítky klubů vojenské historie a historických vojenských jednotek, dále poprvé i četnější zástupci klubů a jednotek ze zahraničí.
V roce 2002 měla akce proběhnout o víkendu ve dnech 23. až 25. srpna. V té době však naši republiku postihla rozsáhlá povodeň. Pořadatelé se rozhodli zrušit hlavní program akce. I někteří členové týmu patřili mezi povodněmi postižené, především však Armáda ČR a složky integrovaného záchranného systému soustředily síly a prostředky na pomoc postiženým územím.
Jiné nosné téma dostala akce v roce 2003. Připomínalo 58. výročí osvobození Československa spojeneckými vojsky a hlavním tématem historických ukázek se stala Ostravská operace. V rámci této operace na jaře 1945 sváděly jednotky Rudé armády a příslušníci 1. čs. samostatné tankové brigády kruté boje v náročném terénu, jejichž cílem bylo obsazení důležitého průmyslového centra severní Moravy. V rámci ukázky mohli diváci zhlédnout ukázky boje, kdy ustupující německé jednotky, stejně jako v roce 1945, opřely svá obranná postavení o čs. opevnění.
V roce 2004 akce proběhla ve dnech 20. až 22. srpna. Hlavním tématem historických bojových ukázek bylo září 1938 a fiktivní boje v říjnu 1938 na československé hranici. Tentokrát počasí organizátorům a návštěvníkům nepřálo (v pátek nepřetržitě pršelo, celou sobotu zataženo, ale pršet začalo naštěstí až po slavnostním ukončení akce), přesto akce byla velmi úspěšná.
V roce 2005 se akce konala 19. až 21. srpna. Hlavní historická ukázka byla s tématem Ostravská operace – jaro 1945, na kterou se těžká technika přesunovala i ze vzdálenosti několika set kilometrů. Dalším vrcholem byly ukázky leteckých sil Armády ČR. Celkový úspěch podtrhlo skvělé počasí po oba hlavní dny (pouze přípravu akce komplikovalo špatné počasí).
V roce 2006 se hlavní ukázky opět zaměřily na rok 1938. Konkrétně na událostí z podzimu, kdy československá branná moc vedla boj s teroristickými jednotkami Sudetoněmeckého dobrovolnického sboru a po přijetí podmínek konference velmocí v Mnichově vojáci proti svému přesvědčení opouštěli bez válečného střetnutí dobře vybudovaná obranná postavení… Druhá část bojových ukázek byla věnovaná fiktivní válce o československé opevnění a tedy ukazovala divákům, jaký průběh by mohlo mít válečné střetnutí, pokud by československá politická reprezentace podmínky diktátu z Mnichova nepřijala. Další novinkou se stala ukázka boje Spojenecké kolony postupující Francií směrem k území nacistické říše na podzim roku 1944 a také ukázka těžké techniky Cvičení Varšavské smlouvy nazvaná Boj o přemostění.
V roce 2007 se hlavní program konal ve dnech 17. až 19. srpna. Hlavní historické bojové ukázky měly téma Ostravská operace – jaro 1945. Připomenuly nejtěžší vojenské střetnutí, které se odehrálo na území naší současné republiky. Novinku stále představovala velká ukázka ze západní fronty roku 1944 (nasazeno okolo dvaceti kusů velké historické techniky) a také rozsáhlá ukázka cvičení vojsk z konce 70. let minulého století, s využitím množství těžké bojové techniky.
V roce 2008 byla hlavní ukázka opět zaměřena na historického boje z roku 1938, dále zde byly např. prezentace historických klubů US Army: Bojová ukázka Na cestě do Říše – podzim 1944 a vzhledem k výročí srpna 1968 také Pietní akt k srpnovým událostem roku 1968.
V roce 2009 se hlavní historická ukázka věnovala tématu Západní val 1944 – průlom, další historická ukázka se opět věnovala Ostravské operaci 1945, prezentace těžké bojové techniky Vojenského muzea Králiky byla dynamická ukázka s tématem 80. let minulého století.
V roce 2010 se hlavní historická ukázka (jako jiné sudé roky) opět zaměřila na téma Mobilizace 1938, další historická ukázka předvedla opět těžké boje v rámci Ostravská operace 1945 a nechyběla ani prezentace těžké bojové technicky Vojenského muzea Králiky.
V roce 2011 se akce konala od pátku 19. srpna do neděle 21. srpna. V pátek se konal jako obvykle generální nácvik akce, hlavní bojové ukázky však tentokrát proběhly jen v sobotu 20. srpna. Hlavní historická ukázka se věnovala tématu Ostravská operace 1945.
V roce 2012 se akce konala od pátku 17. srpna do neděle 19. srpna. Jako v jiných sudých letech hlavní téma byla Mobilizace 1938, tentokrát v prostoru západně od silnice, protože součástí hlavní historické ukázky byl boj o pěchotní srub K-S 14 „U cihelny“, nechyběla ani prezentace bojové techniky Vojenského muzea Králiky.
V roce 2013 se akce konala od pátku 16. srpna do neděle 18. srpna. Hlavní historická ukázka se věnovala tématu Ostravská operace 1945, další ukázka
využila techniky Vojenského muzea Králiky. Prezentace Armády ČR zahrnovala dynamickou ukázka obrany vojenské kolony a ukázka psovodů, nechyběly ani ukázky dalších účastníků (integrovaného záchranného systému, Policie ČR, Celní správy ČR, Vězeňské služby ČR).
Zatím poslední ročník akce se uskutečnil od pátku 22. srpna do neděle 24. srpna 2014. Hlavní historická ukázka se opět věnovala tématu „Mobilizace 1938“, přičemž kromě ukázky zachycující historické události (obsazování pohraničí) byl předveden i alternativní scénář bojů o pohraničí. Páteční hlavní program provázela značná nepřízeň počasí. Po většinu odpoledne (s krátkými přestávkami) pršelo, krátce po zahájení hlavní historické ukázky se strhla taková průtrž mračen, že ukázka musela být zrušena a nevyužité nálože v jednotlivých objektech odpáleny.

## Doprovodný program

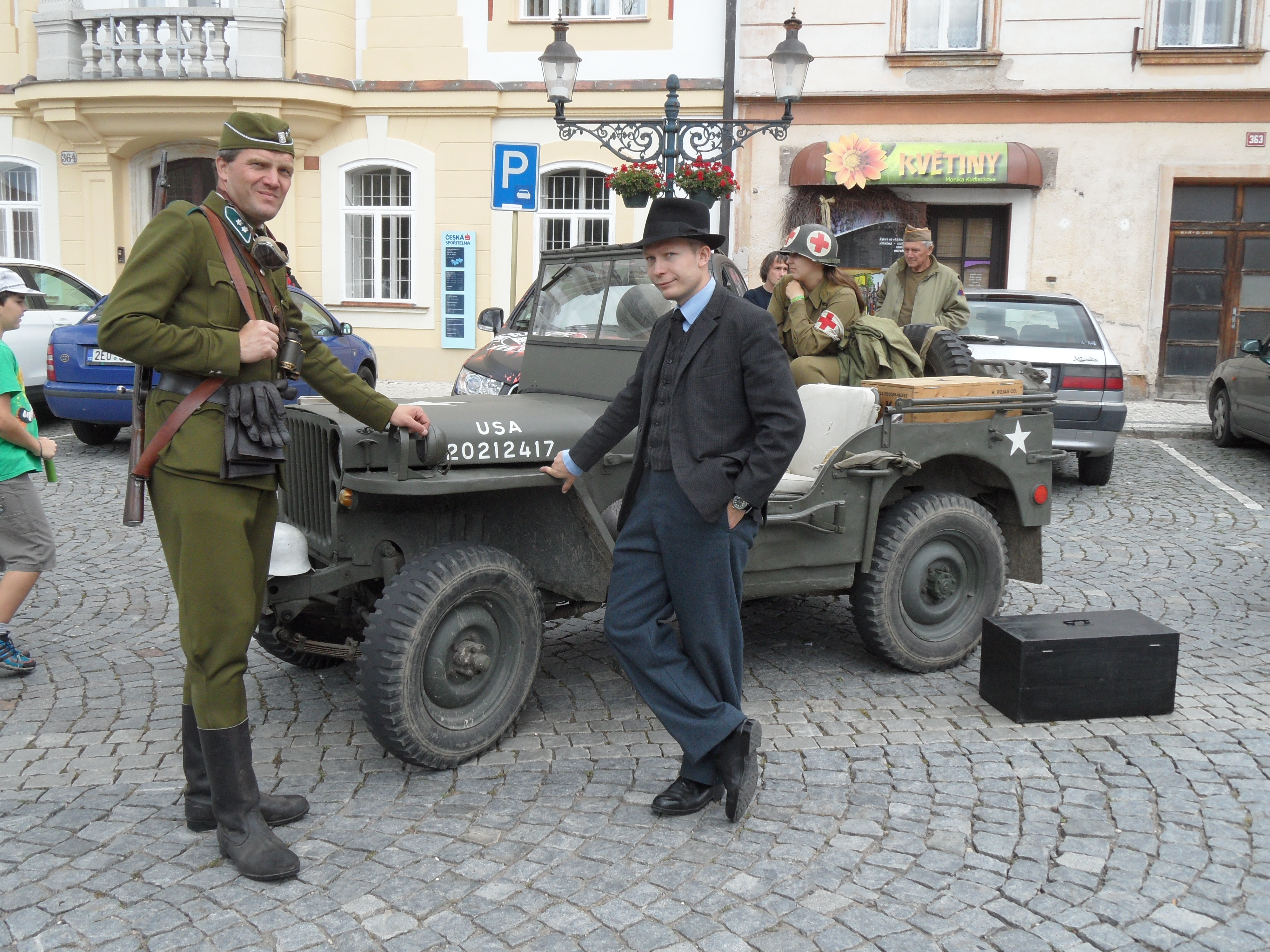
Spanilá jízda vojenské techniky

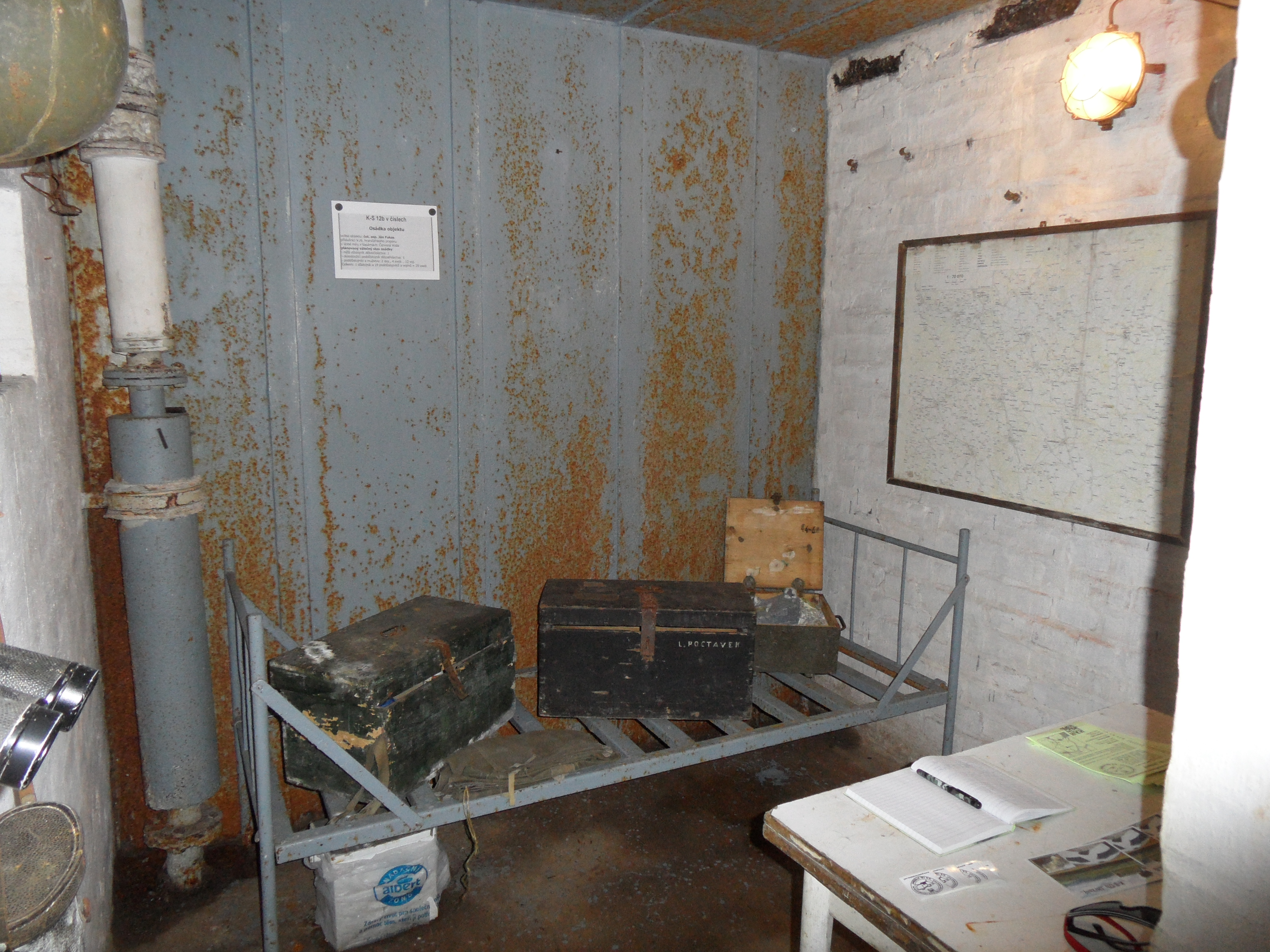
Interiér K-S 12b Utržený: přístupný v rámci Akce Cihelna

Kromě hlavního programu v pátek a v sobotu na předváděcí ploše u Vojenského muzea Králíky je součástí Akce Cihelna i rozsáhlý doprovodný program ve městě Králíky a v celé Kralické pevnostní oblasti. Např. v roce 2014 se jednalo zejména o následující akce (obdobný doprovodný program byl i v předchozích letech):
- Po celý týden je možné navštívit různé pevnosti v celé Králické pevnostní oblasti, které mají zpravidla prodlouženou návštěvní dobu, přitom na vybraných objektech a v určité dny jsou pořádány i mimořádně rozšířené prohlídky (např. na tvrzi Bouda prohlídky až do délky 6 hodin: Výroční nadstandardní prohlídka). Lze též navštívit interiéry objektů, které bývají zpřístupněny jen příležitostně (např. Dělostřelecký srub K-S 11 Na svahu nebo Dělostřelecká pozorovatelna K-S12b Utržený).
- V sobotu a neděli zvláštní autobusová linka od Vojenského muzea Králíky ze zastávkami v Lichkově u nádraží, Lichkov: Vojenské muzeum, Mladkov: u kostela, Těchonín: u kostela a Těchonín: u Lesovny přepravuje zájemce na prohlídku dělostřelecké tvrze Bouda až ke vchodovému srubu tvrze (jinak je objekt přístupný jen po pěší trase).
- V pátek dopoledne se koná spanilá jízda vojenské historické a bojové techniky s osádkami v dobových uniformách okolními městy a obcemi (v roce 2014 na trase Vojenské muzeum Králíky – Lichkov – Mladkov – Pastviny – Žamberk – Lukavice – Letohrad – Šedivec – Jablonné nad Orlicí – Červenovodské sedlo – Červená Voda – Orlice – Králíky, Velké náměstí).
- V pátek od 18 hodin kulturní večer na Velkém náměstí v Králíkách s bohatým programem a za účasti řady známých umělců. V uplynulých letech zde vystoupili např. Petra Janů, Miroslav Žbírka, Jumping Drums, Louisovi Sirotci, Vojenská hudba Olomouc, různé skupiny mažoretek ad.
- Možnost svést se ve vybrané těžké vojenské technice na tankodromu v areálu Vojenského muzea Králíky.
- Vyhlídkové lety vrtulníkem, případně i možnost přepravy vrtulníkem na Akci Cihelna (z Hradce Králové a Prahy).
- Neděle je Den muzeí a památníků v Kralické pevnostní oblasti.[1]

## Galerie

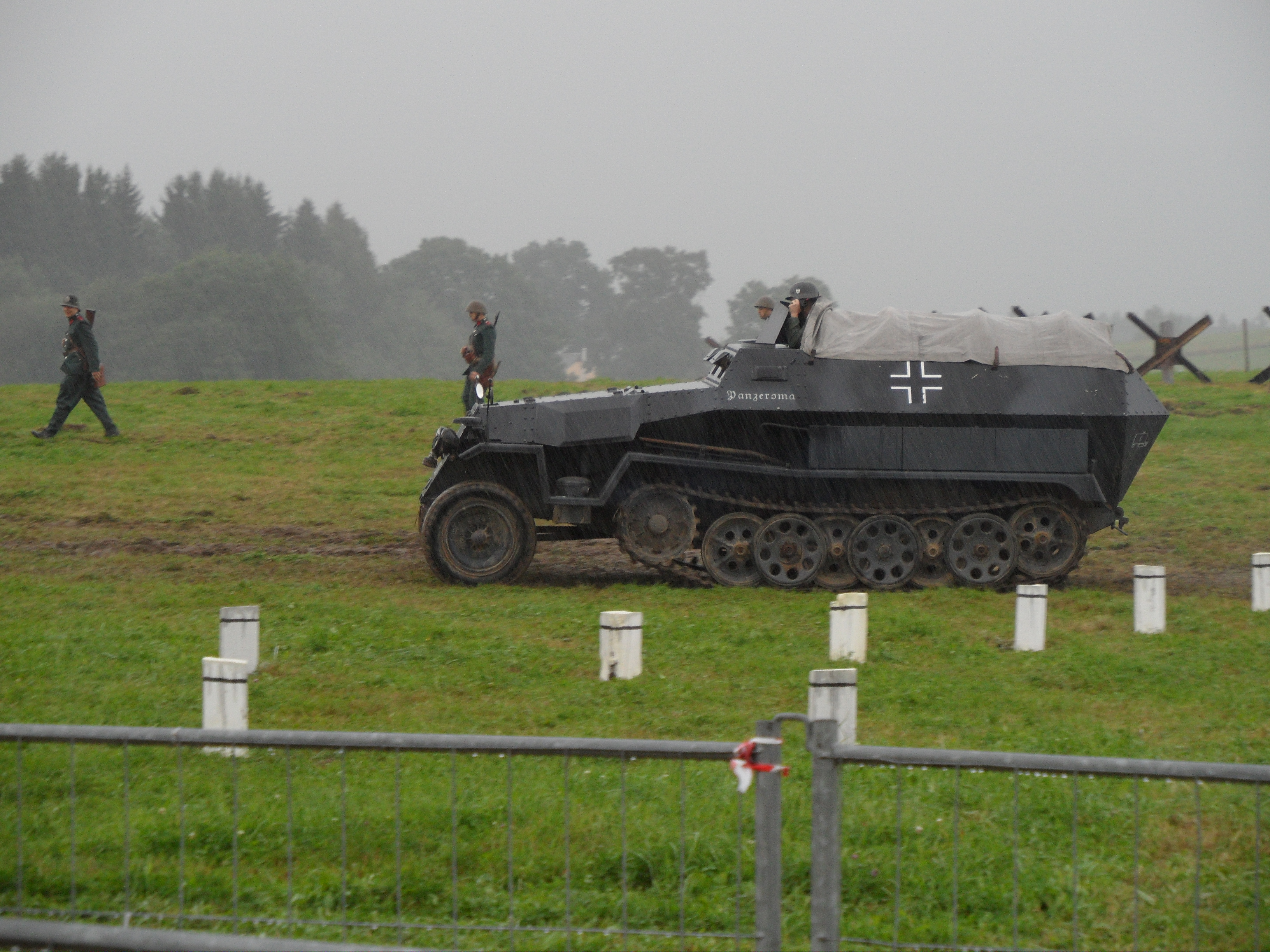
2014 Hlavní ukázka v pátek…
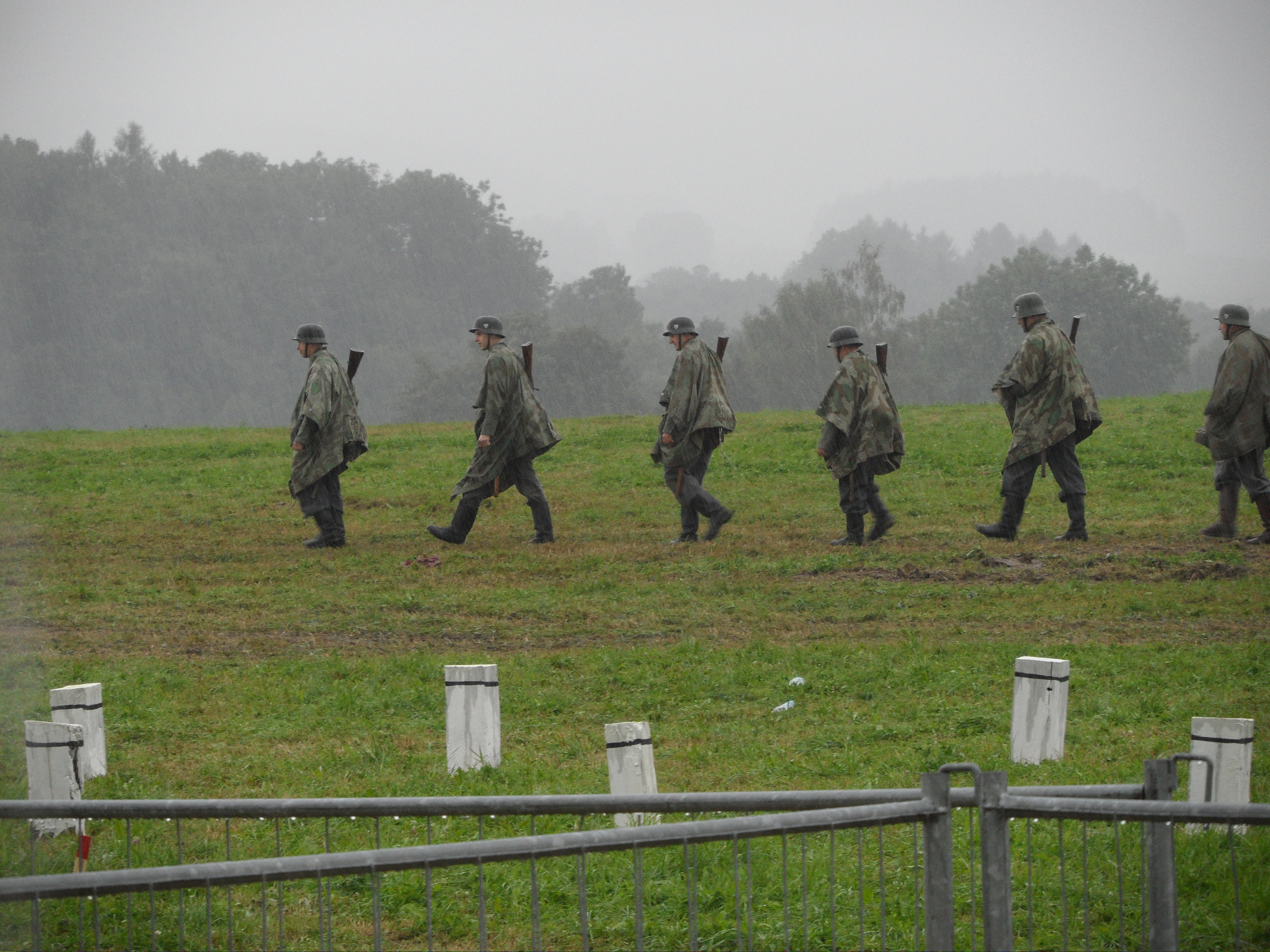
… přerušena pro průtrž mračen
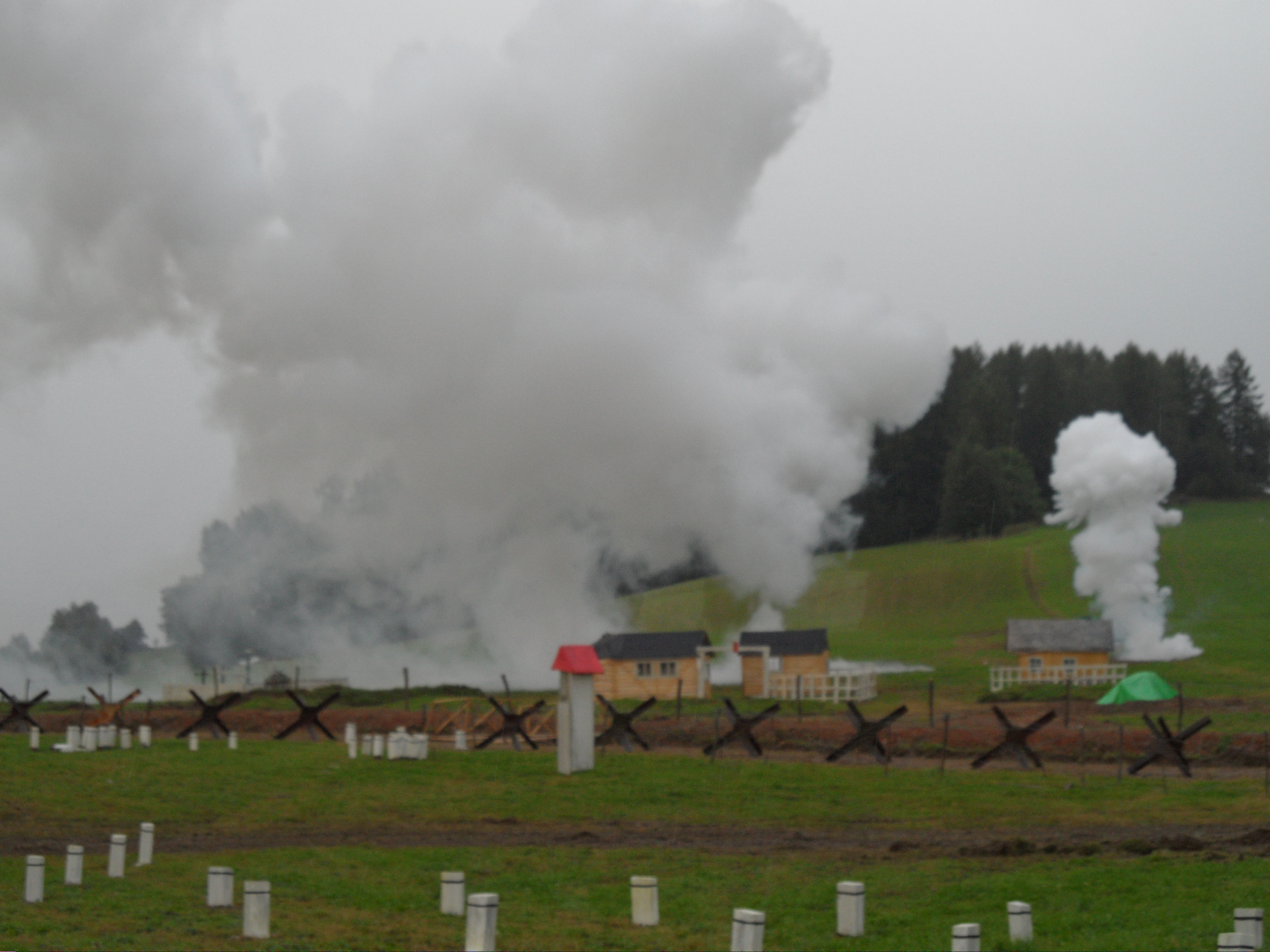
A bylo nutno odpálit nevyužité nálože
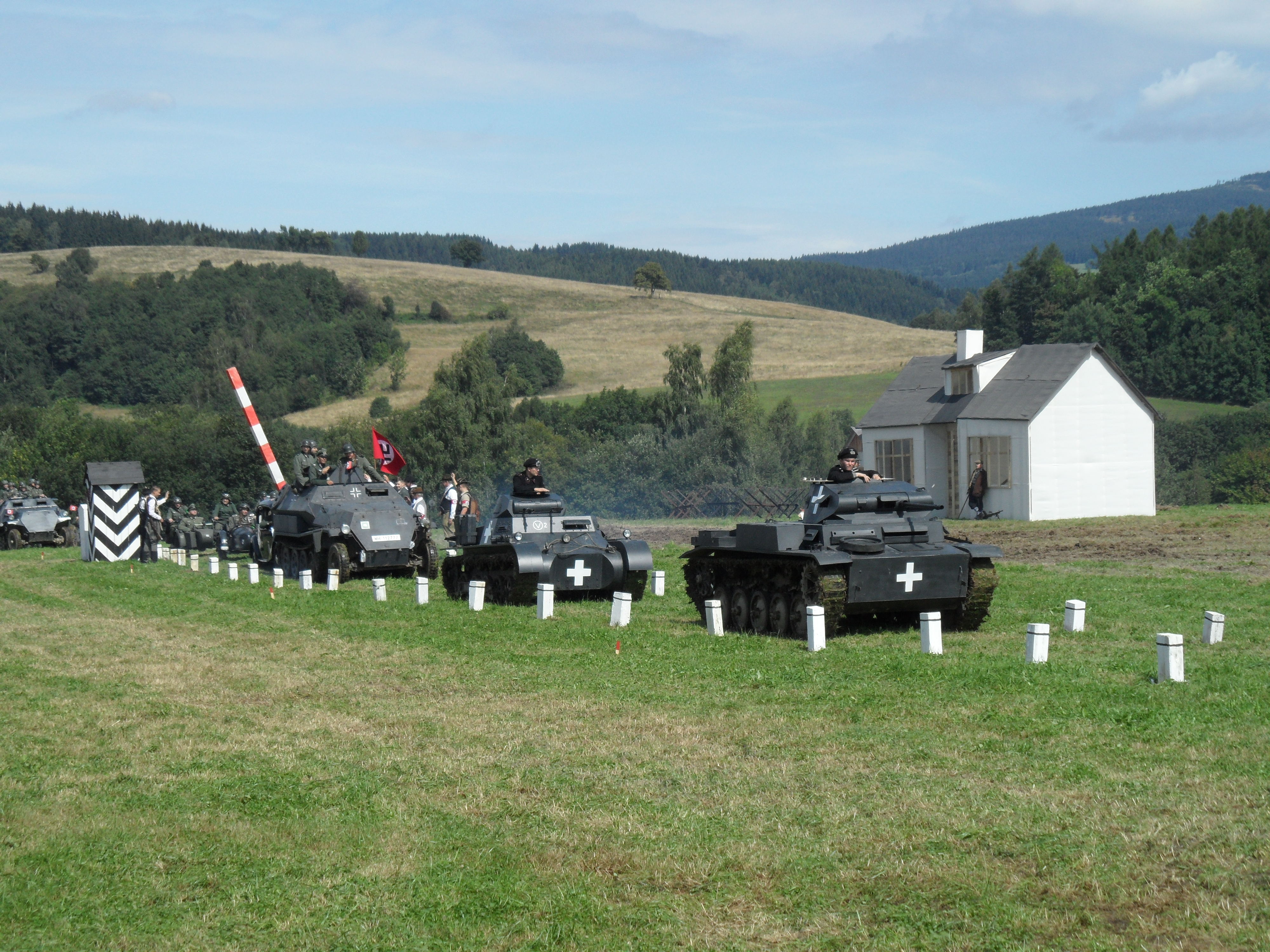
2014 Hlavní ukázka v sobotu…
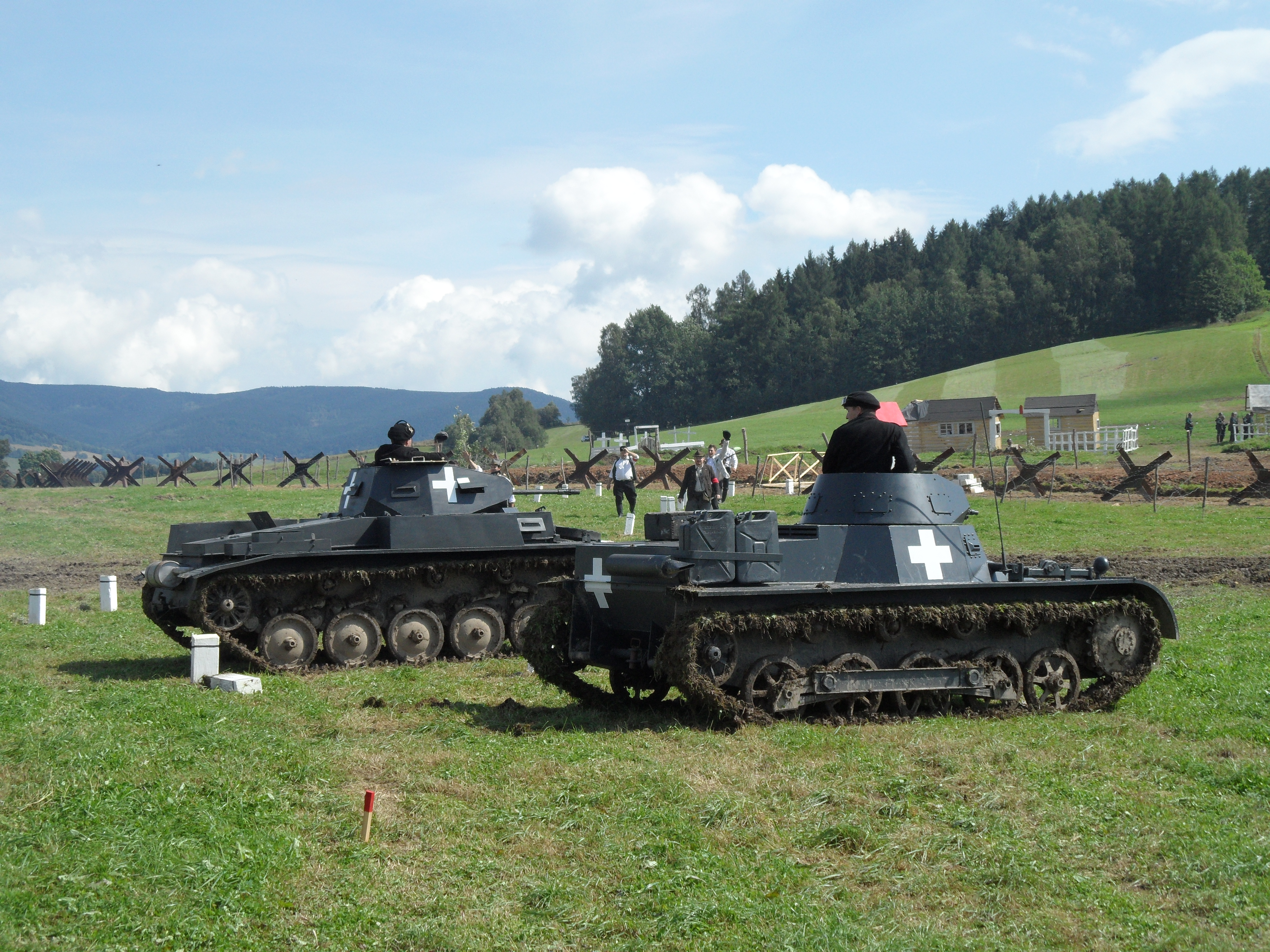
… PzKpfw I a II poprvé v ČR
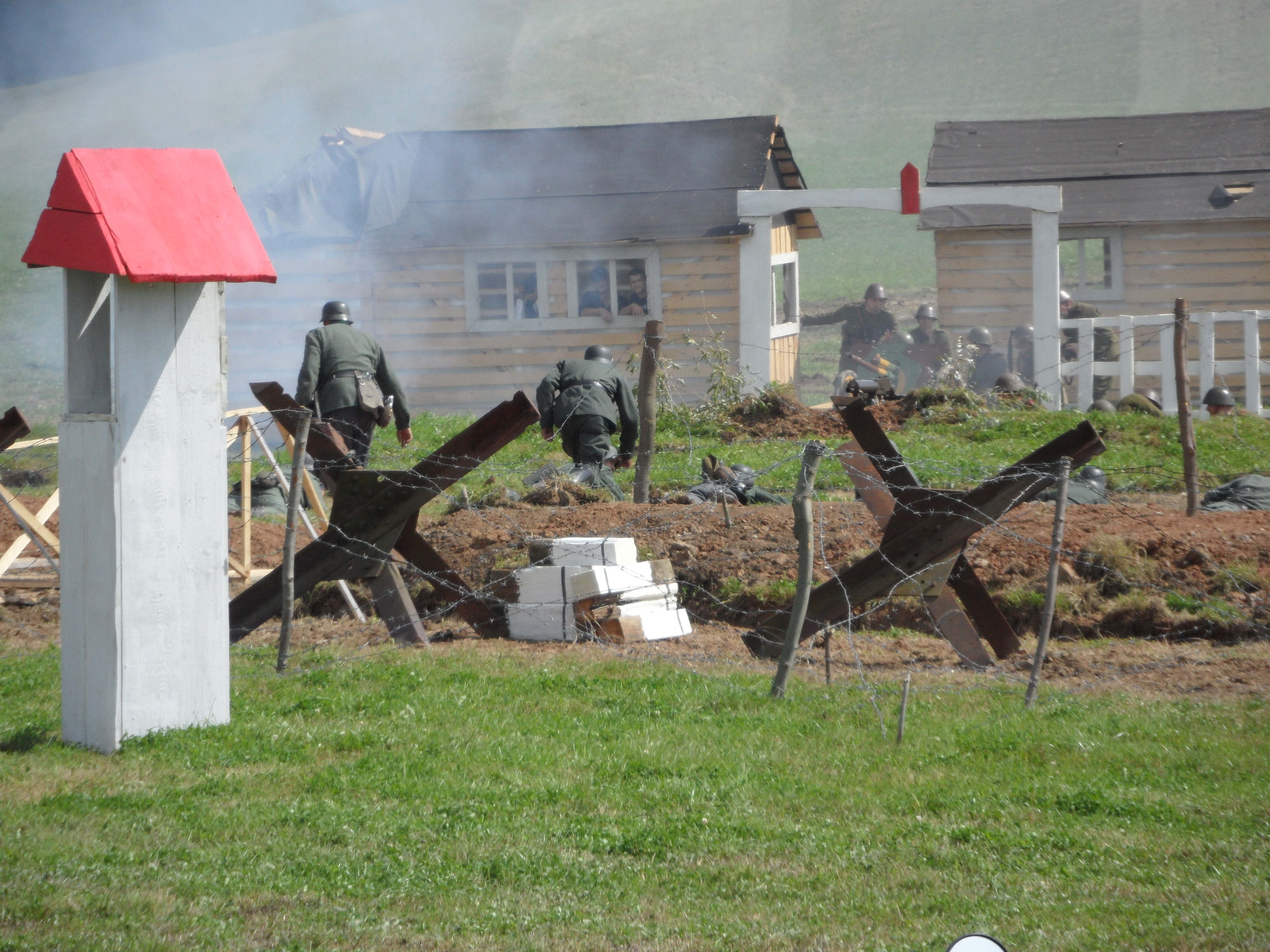
Alternativní scénář…